# Michał Wazowski

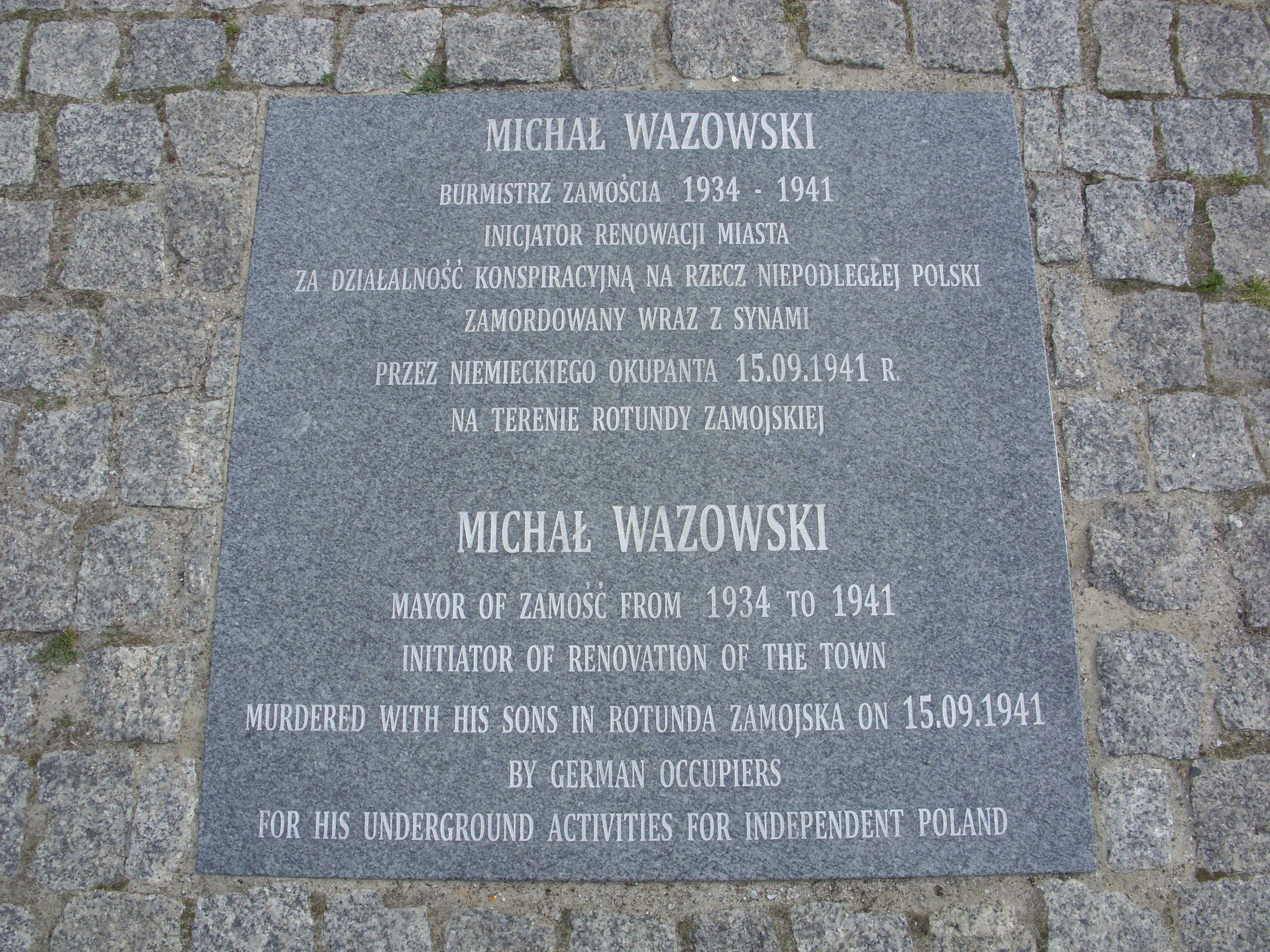
Michał Wazowski, burmistrz Zamościa, zamordowany w Rotundzie Zamojskiej w 1941. Tablica w Zamościu

Michał Wazowski (ur. 1882 w Zamościu, zm. 15 września 1941 w Rotundzie Zamojskiej w Zamościu) – polski polityk, działacz społeczny i kulturalny, ostatni przedwojenny burmistrz Zamościa. Pomagał w czasie II wojny światowej w ukryciu obrazu Hołd pruski Jana Matejki. Zamordowany został w obozie Gestapo Rotunda w Zamościu przez niemieckich okupantów.

## Życiorys
Urodził się w 1882 roku w Zamościu. W 1913 został absolwentem uniwersytetu. Jako student działał w PPS w Zamościu. W 1920 roku pełnił krótko obowiązki starosty zamojskiego. W latach dwudziestych XX wieku pracował w Radzyniu Podlaskim, Biłgoraju, Janowie Podlaskim, Kraśniku.
W 1934 roku został burmistrzem Zamościa. W 1935 zainicjował rewitalizację Starego Miasta, szczególnie Ratusza Zamojskiego i kamienic w Rynku Wielkim.
Dzięki jego staraniom pod koniec lat trzydziestych przy ulicy Hrubieszowskiej w Zamościu wybudowano tanie budynki mieszkalne dla robotników.
W 1938 przygotowywał wizytę marszałka Edwarda Rydza-Śmigłego w Zamościu i nadanie mu honorowego obywatelstwa miasta w dniu 17 lipca 1938.
Michał Wazowski wraz z innymi zamościanami z tzw. „Siódemki”: starostą Marianem Sochańskim (później zastąpiła go żona Zofia Serafin-Sochańska), lekarzem dr Zygmuntem Klukowskim, rejentem Zygfrydem Krauze, adwokatem Henrykiem Rosińskim, inspektorem szkolnym Janem Szczepanikiem i dyrektorem gimnazjum zamojskiego Adamem Szczerbowskim, podejmował działania kulturalne, edukacyjne, organizował imprezy masowe w Zamościu.
W lipcu i sierpniu 1939 przygotowywał Zamość na wypadek wojny. Nadzorował m.in. wykonanie rowów przeciwlotniczych na Rynku Wielkim w Zamościu.
Po ataku Niemiec na Polskę we wrześniu 1939 i wybuchu II wojny światowej organizował akcje zabezpieczania i ukrywania cennych dóbr kultury, między innymi w 1939 obrazu Hołd pruski Jana Matejki w kościele św. Katarzyny w Zamościu, wspólnie m.in. z ks. Franciszkiem Zawiszą. Obraz ukrywano w tym kościele przez 76 dni, zarówno przed Niemcami, jak i Sowietami.
Na przełomie 1939 i 1940 roku zaangażował się w działalność konspiracyjną. Współtworzył siatkę Komendy Obrońców Polski, utworzonej w Lublinie z inicjatywy majora Bolesława Studzińskiego, przedwojennego oficera Korpusu Ochrony Pogranicza.
W sierpniu 1941 roku został aresztowany wraz z synami i osadzony w więzieniu niemieckim w Zamościu.
15 września 1941 został rozstrzelany przez Niemców w obozie Gestapo Rotunda Zamojska razem z dwoma swoimi synami, jak podały władze niemieckie: za „działalność na szkodę państwa niemieckiego i sabotaż”.

## Upamiętnienie
Tablica, która upamiętnia ostatniego przedwojennego burmistrza Zamościa Michała Wazowskiego i jego synów, powstała z inspiracji młodzieży z II Liceum Ogólnokształcącego im. Marii Konopnickiej w Zamościu. Znajduje się ona na Rynku Solnym, wmurowana w bruk, przed jednym z wejść do magistratu zamojskiego.